# 福地郵便局
福地郵便局（ふくちゆうびんきょく）
- 青森県三戸郡南部町にある郵便局。本項で記述する。

福地簡易郵便局
- (ふくちかんいゆうびんきょく）
  - 秋田県横手市にある簡易郵便局。局番号は86702。
  - 長野県伊那市にある簡易郵便局。局番号は11873。
  - 岐阜県加茂郡八百津町にある簡易郵便局。局番号は24810。
- （ふくじかんいゆうびんきょく）
  - 兵庫県揖保郡太子町にある簡易郵便局。局番号は43856。
- （しろちかんいゆうびんきょく）
  - 岡山県高梁市にある簡易郵便局。局番号は54781。

福地郵便局（ふくちゆうびんきょく）は青森県三戸郡南部町にある郵便局である。民営化前の分類では集配特定郵便局であった。局番号は84145。

## 概要
住所：〒039-0899 青森県三戸郡南部町苫米地白山堂1-15

## 沿革
- 1930年（昭和5年）4月26日 - 苫米地（とまべち）郵便局として開局。
- 1970年（昭和45年）10月18日 - 電話交換業務を八戸電報電話局に移管[1]。
- 1988年（昭和63年）8月1日 - 福地郵便局に改称[2]。
- 2007年（平成19年）3月5日 - ゆうゆう窓口（郵便時間外窓口）を廃止し、配達センター局に移行。
- 2007年（平成19年）10月1日 - 民営化に伴い、併設された郵便事業八戸西支店福地集配センターに一部業務を移管。
- 2012年（平成24年）10月1日 - 日本郵便株式会社発足に伴い、郵便事業八戸西支店福地集配センターを福地郵便局に統合。

## 取扱内容
- 郵便、印紙、ゆうパック、内容証明
- 貯金、為替、振替、振込、国際送金、国債
- 生命保険、バイク自賠責保険
- ゆうちょ銀行ATM（払込書による送金対応機種）
- 三戸郡南部町内の一部地域（旧・福地村域：〒039-08xx）の集配業務

## 周辺
- 南部町役場
- 南部町立福地小学校
- 馬淵川

## アクセス
- 青い森鉄道線 苫米地駅より徒歩約17分
- 南部バス 福地局前停留所下車
- 八戸自動車道 八戸ICから南西へ約9km
- 国道104号沿い
- 駐車場あり：4台